# Anomiopus latistriatus
Anomiopus latistriatus là một loài bọ cánh cứng trong họ Bọ hung (Scarabaeidae).